# Srednjeveški regimen
Srednjeveški regimeni so bili zbirke zdravstvenih predpisov s priloženimi zgledi higienskih postopkov za ohrano zdravja. Ker so bili spisani po večini v jezikih, ki so izhajali iz latinščine, se zanje še danes v množini uporablja latinska oblika regimina, a v slovenščini besedo regimen pregibamo po navadni sklanjatvi, torej v množini regimeni. Danes bi za isti pojem uporabili besedo režim.

## Nastanek
V poznem srednjem veku so bili regimeni posebna oblika književnosti, ki se je uveljavila v tedanji Italiji od dvanajstega stoletja dalje in je ostala v modi vse do šestnajstega stoletja.
Bili so tipičen pojav svoje dobe, to je doba izhoda iz srednjega veka, ko ni bilo več govora o obskurantizmu in splošnem nazadnjaštvu prvih stoletij, a tudi humanizem ni še nastopil. Razvijala se je trgovina, novi bogatini niso bili več plemiči, pač pa komaj emancipirani predstavniki nižjih slojev, ki so iskali zadoščenja v popolnoma materialnih dobrinah. Nauki o skromnosti in prikrajševanju, ki so bili moralni vodnik prejšnjih stoletij, so se morali umakniti pred željo po uživanju in pred egoizmom. Celo najmanj »posvetna« pesnika te dobe, Dante Alighieri in sveti Frančišek Asiški, sta dosegla zrelost samo po sila neurejeni mladosti, kar priča o skrajni spremenljivosti dobe.
Bodisi v gospodarskem smislu, kot tudi po načinu življenja, je bil pozni srednji vek doba globokih sprememb v italijanski družbi. Trgovina se je močno razvijala in pojavile so se prve tekstilne industrije v rokah bogatih meščanov, ki so se na socialni ravni začeli enačiti s plemiči. Splošna življenjska raven je tako naraščala in spreminjali so se odnosi med ljudmi. Istočasno so naraščale tudi težave in problemi: povsod so se ljudje vojskovali, kar je povzročalo tudi bolezni in pustošenja, pozneje pa celo nastanek roparskih tolp. Edina miselnost, ki je bila skupna tema tako različnima pojavoma, je vodila v potrebo po takojšnjem in brezpogojnem uživanju. Bodisi tisti, ki so naenkrat obogateli, kot tisti, ki so se bali, da izgubijo tudi skromno imetje, so si skušali čim več privoščiti v vsakdanjem življenju: najboljšo hrano, čim več pijače, zabavno družbo.
V teh časih in v tem okolju, predvsem pa iz teh potreb, začnejo nastajati regimeni. Sprva so to bili le nasveti, kako se izogibati raznim epidemijam, ki so pustošile Italijo v štirinajstem stoletju. Kmalu pa so postali pravi zdravstveni priročniki, ki so posredovali natančne predpise in obdobno tudi recepte. Razen higienskih navodil so regimeni velikokrat vsebovali tudi vzgojne in moralne nasvete ter priporočila v zvezi z medsebojnim občevanjem in primernim vedenjem v družbi.

## Nekaj znanih regimenov
Ohranili so se razni srednjeveški regimeni, a najvažnejši in najbolj razširjen je bil regimen Salernske šole zdravstva, ki se je uporabljal po vsej Evropi do osemnajstega stoletja. Od ostalih je vredno omeniti naslednje:
- De conservanda sanitate (Janez iz Toleda)
- Le regime du corp (Aldobrandino iz Siene)
- Speculum sanitatis ad regem Aragonum (Arnaldo iz Villanove)
- Regimen sanitatis ad dominum Antonium (Maino de’ Mainieri)
- Regimen sanitatis (Bernard de Gordon)
- De conservanda sanitate (Pietro Ispano, papež Janez XXI.)
- Regimen per diaetam (Giovanni Solo).